# Minería hidráulica

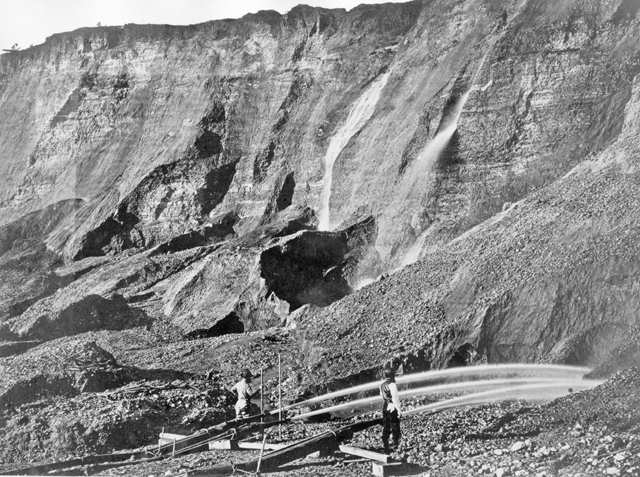
Mineros explotando un yacimiento aurífero con chorro de agua en Dutch Flat, California, entre 1857 y 1870.

La minería hidráulica es una técnica de minería que emplea la presión del agua para desincrustar material rocoso, o mover sedimentos. Esta técnica fue utilizada en los Estados Unidos, en Nevada y California, para explotar el terreno durante la fiebre del oro de California de la segunda mitad del siglo XIX. La minería hidráulica había sido previamente desarrollada por los romanos. Llamada ruina montium, la técnica ayudaba a detectar oro gracias a chorros de alta presión, dirigidos desde un tanque situado hasta 250 m por encima del yacimiento.